# 澳大利亚金丝燕
澳大利亚金丝燕（学名：Aerodramus terraereginae）是雨燕科金丝燕属的一种小型鸟类。该物种此前曾被归入白腰金丝燕（Aerodramus spodiopygius）中，但现在通常认为它们分属不同的物种。本物种下分两个亚种，分别为其指名亚种（A. t. terraereginae）和奇拉戈亚种（A. t. chillagoensis）。

## 描述
澳大利亚金丝燕体长11－12厘米，翼长107－118.2毫米，体重10.5－12.5克；上半身呈深棕灰色，下半身呈单一的浅灰色；前额和眼喙之间长有白色的羽毛；尾臀部通常为浅灰白色，但有少数个体颜色较深；尾羽略为分叉。奇拉戈亚种的体型较小（重约9.39克）且毛色较浅。
澳大利亚金丝燕飞行时叫声高亢。在繁殖洞穴中，澳大利亚金丝燕能发出金属质感的咔嗒音，以便回聲定位。

## 分布
指名亚种分布于昆士兰州东北部的热带地区，从约克角半岛南部的克劳迪奥河（Claudie River）到麦凯市附近的伊加拉山（Eungella Range）都有其分布；主要栖息于河岸附近及大量离岸岛屿上；常见栖息地的海拔高程约为500米，但最高可至1,000米。奇拉戈亚种分布于离海岸线更远的内陆奇拉戈附近，最西可至大分水岭。

## 生态
澳大利亚金丝燕的繁殖季节始于7月，结束于次年3月。该物种会成群繁殖，每群有数百只个体。繁育区域通常位于洞穴里，有时也会处于巨砾之间。鸟巢建于洞壁或洞顶部，距地面约2－20米不等。鸟巢呈半透明篮筐形状，建筑材料为唾液混合的禾草、木麻黄针叶、细枝和羽毛。雌鸟每次繁殖季节会下两窝蛋，每窝都只有一颗白色的蛋。蛋的孵化需要大约26.5天，由两只亲鸟交替孵化。首先孵出雏鸟的体温会帮助第二颗蛋的孵化。雏鸟孵出后还会在巢内生活46－51天。
澳大利亚金丝燕在飞行时进食，可捕捉昆虫与蜘蛛。它们成群觅食，常见的觅食地点有雨林边缘、疏林草原、牧场、滩涂和峡谷。澳大利亚金丝燕通常在繁殖区的30千米范围内觅食，每次觅食离巢时间约为30分钟。